# 新城街道 (龙山县)
新城街道，是中华人民共和国湖南省湘西土家族苗族自治州龙山县下辖的一个乡镇级行政单位。

## 行政区划
新城街道下辖以下地区：
新城社区、望城社区、油菜坪社区、明星村、雷音村、狮子村、兴隆桥村和白坪村。